# 95016 Kimjeongho
95016 Kimjeongho este un asteroid din centura principală de asteroizi.

## Descriere
95016 Kimjeongho este un asteroid din centura principală de asteroizi. A fost descoperit pe 9 ianuarie 2002 la Bohyunsan de Young-Beom Jeon. Asteroidul prezintă o orbită caracterizată de o semiaxă mare de 2,71 ua, o excentricitate de 0,09 și o înclinație de 2,8° în raport cu ecliptica.